# 雨之恋
《雨之恋》是日本漫画家—武内直子所编绘的漫画单行本。本作共收录五篇短篇作品，是武内直子的珍贵名作。

## 作品说明
本作主要以少女恋爱为主要题材而创作的短篇漫画，标题作为“雨之恋”，讲述主人公—仓满莉娜所到过的地方都会下雨，因此她被大家称之为“雨小姐”。除了标题作“雨之恋”外，还收录了“我的耳环姑娘”、“7月的桔子果酱生辰”、“忐忑的心”与“常在一起♡”這四篇作品。“我的耳环姑娘”与“7月的桔子果酱生辰”则是武内直子大学毕业后的作品。

## 刊载期
- 雨之恋 （「NAKAYOSI」1990年7月号）
- 我的耳环姑娘 （「NAKAYOSI DELUXE」1989年5月号）
- 7月的桔子果酱生辰 （「NAKAYOSI」1989年7月号）
- 忐忑的心 （「NAKAYOSI DELUXE」1989年2月号）
- 常在一起♡ （「NAKAYOSI」1987年4月号）